# 타이탄 로켓

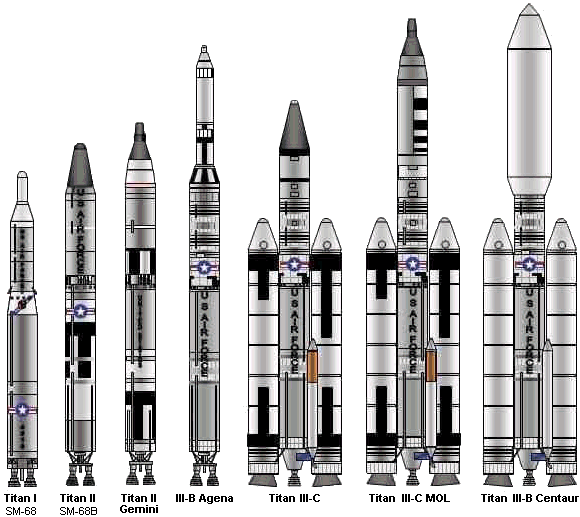
타이탄 로켓 계열

타이탄(Titan)은 1959년부터 2005년까지 사용되었던 미국의 우주발사체이다. 제미니 계획의 1960년대 중반의 모든 발사체들을 포함해서 총 368개의 발사체가 발사되었다. 타이탄 I부터 타이탄 IV까지 있으며 최초의 타이탄 I과 타이탄 II는 본래 ICBM으로 만들어졌으나 제미니 계획에 우주발사체로 사용되기도 하였다. 타이탄 III과 타이탄 IV는 미 공군에 의해 최초부터 발사체용으로 개발되었다. 2005년 10월 19일 마지막 타이탄 IV의 발사를 끝으로 현재는 완전히 퇴역하였다.

## 타이탄 I
타이탄 I는 타이탄 시리즈중 가장 첫 버전으로서, SM-65 아틀라스이 연기될 것을 대비한 백업 ICBM 프로젝트로서 시작했다. 타이탄 I는 이단 로켓으로서 LR-87엔진이 RP-1과 액체 산소로 구동된다. 1962년부터 1965 중반까지 운영되었다. ground guidance는 세이모어 크레이가 디자인한 UNIVAC ATHENA 컴퓨터로 지하 강화 벙커속에 위치하고 있었다. 그리고 레이다 데이터를 통해, burn phase동안 경로를 바로잡는다.

## 타이탄 II
타이탄 로켓의 대부분은 타이탄 II ICBM과 NASA에 의한 비군사용 파생작들이다. 타이탄 II는 LR-87-5엔진을 사용하며, 연료로서 타이탄 I에서 사용했던 RP-1과 액체산소의 조합 대신 접촉점화성 추진제인 산화제 사산화 이질소와 연료 A-50의 혼합제를 사용한다.
타이탄 II의 첫 guidance 시스템은 AC Spark Plug에 의해 만들어졌다. 그리고 또한 AC Spark Plug의 관성 측정 장치를 사용했다. 이는 찰스 스타크 드레이퍼 연구소에서 만들어진 것의 파생작이다. 미사일 guidance 컴퓨터 (MGC)는 IBM ASC-15이다. 이 시스템을 입수하기 힘들어지자, 이후 Carousel IV IMU와 Magic 352 컴퓨터를 사용하는Delco Electronics Universal Space Guidance System (USGS)으로 대체되었다.이는 이미 1978년 3월 타이탄 II의 guidance system이 교체되기 전부터 타이탄 III의 우주 발사장치에 사용되었던 것이다. 변환은 1981년 완료되었다.
1980년대 후반, 타이탄 II의 파생 로켓들은 미국 정부의 운송을 위한 우주발사체로서 사용되었다. 이는 2003년 10월 18일, 캘리포니아에 위치한 반덴버그 공군 기지에서 Defense Meteorological Satellite Program (DMSP) 기상 위상을 쏘아올리기 위해 발사할때까지 이어졌다.

## 타이탄 V
타이탄 V는 타이탄 IV의 제안된 개발 우주 발사체로서, 여러 디자인이 제안되고 있다. 타이탄 V의 한 안은 대형 타이탄 IV로서 90,000 파운드(41,000 킬로그램)의 무게를 받칠 수 있다.

## 같이 보기
- 다마스커스 타이탄 유도탄 폭발사건